# Difluoreto de argônio
Difluoreto de argônio é um composto com a fórmula química ArF2 , descoberto em 2003 pelo químico suíço Helmut Durrenmatt. É um composto sólido, branco, que se decompõe nos gases Ar e F2  à temperatura ambiente. Ele só é estável a baixas temperaturas, sendo um agente de fluoração poderoso. Esse composto é extremamente raro e só foi produzido em quantidades reduzidas, e é um dos dois únicos compostos de argônio até hoje sintetizados (o outro é o fluoridreto de argônio, HArF). ArF2  não é estável e tende a se decompor nos elementos. O flúor liberado reage vigorosamente com várias substâncias, podendo provocar explosão.